# Sigurd Lavard
Sigurd Lavard Sverresson (m. c. 1200) fue el hijo mayor e ilegítimo del rey Sverre I de Noruega. El apodo «Lavard» es un epíteto que probablemente deriva de una palabra en nórdico antiguo que significa señor.
Su figura política aparece por primera vez en los conflictos de noviembre de 1181 en Nidaros, cuando un rival de Sverre,  Magnus Erlingsson, ocupó la ciudad. Según Saxo Grammaticus, Sigurd nació cuando su padre todavía permanecía en las islas Feroe y recibió el nombre de Unås, en honor al hombre que entonces se pensaba que era padre de Sverre. Más tarde, cuando Sverre se proclamó hijo de Sigurd Munn, cambió el nombre de su hijo en consecuencia. Sverre se proclamó rey de Noruega encabezando una rebelión contra el rey Magnus.
El rey Magnus fue derrotado y muerto en 1184, pero en 1196 sus antiguos aliados se unieron para formar la facción de los bagler. El primer encuentro entre Sverre y los bagler tuvo lugar en algún lugar de la costa de Ranrike. Sverre dio a Sigurd Lavard la responsabilidad de guardar una ballesta que él había construido. No obstante, durante la noche, los bagler lanzaron un ataque sorpresa. Sigurd y sus hombres fueron sorprendidos, viéndose forzados a huir y la ballesta fue destruida. Sigurd no recibió más confianza ni responsabilidades tras el suceso. Sigurd Lavard murió en 1200 o 1201 mientras su padre estaba vivo todavía.

## Descendencia
- Guttorm I de Noruega